# صموئيل ديفيد فيرغسون
صموئيل ديفيد فيرغسون (بالإنجليزية: Samuel David Ferguson)‏ هو كاهن كاثوليكي أمريكي، ولد في 1842، وتوفي في 2 أغسطس 1916.

## وصلات خارجية
- صموئيل ديفيد فيرغسون على موقع الموسوعة البريطانية (الإنجليزية)